# Robert Jallet
Pour les articles homonymes, voir Jallet (homonymie).
Robert Jallet, né le 25 juillet 1890 à Meulan-en-Yvelines et décédé le 24 mars 1945 à Martizay, est un résistant français de la Seconde Guerre mondiale dans le Berry.

## Biographie
Robert Jallet fait la Première Guerre mondiale au 8e régiment de zouaves. Il y monte dans les grades jusqu'à celui d'adjudant-chef et est gazé le 13 septembre 1918. Il reçoit la Médaille militaire et la Croix de guerre 1914-1918 (2 citations à l'ordre de la brigade et 3 à celui de la division). Arrivé à Châteauroux comme directeur de la Société coopérative des ouvriers et techniciens du bâtiment (SCOT), il appartient à partir de 1941 à plusieurs réseaux de Résistance, dont :
- Libération-Sud (région Émaux) :  Robert Jallet est recruté en janvier 1942 par Armand Dutreix[2], délégué régional du réseau à Limoges, et nommé adjoint départemental dans l'Indre, sous les pseudonymes de Cravate puis Clovis[3]. Au printemps 1942, les deux groupes de l'Indre, de Robert Jallet et Robert Monestier, regroupent leurs forces[2].
- Combat : membre du mouvement[4]
- Mouvements unis de la Résistance (MUR) : à la fusion en janvier 1943 de Libération-Sud avec Combat et Franc-Tireur, Robert Jallet est nommé codirigeant[5] pour l'Indre des MUR. Il y est chargé particulièrement des contacts (recrutement) et de la recherche de fonds mais intervient dans tous les domaines de la Résistance dans le département.
- Special Operations Executive (SOE), section T (Belgique) : agent P2 (grade CM2), réseau Antoine-Greyhound-Woodstuck (évasions vers l'Espagne), en relation avec la Sureté Belge et le gouvernement belge en exil à Londres, du 1er juillet 1943 au 31 janvier 1944 ; puis section DF (filières de retour vers l'Angleterre)[6].
- Réseau Andalousie (évasion, renseignement, action), dépendant du BCRA : agent P2 (grade CM1), du 1er février 1944 au 22 août 1944[7].

En 1944, Robert Jallet est membre du Comité départemental clandestin de Libération de l'Indre. Arrêté à Châteauroux le 24 mai 1944, il est emprisonné à Limoges jusqu'au 22 août 1944, à la libération de la ville par les maquis de Georges Guingouin. Revenu à Châteauroux, il est nommé membre de la Commission juridique du Comité départemental de libération, adjoint à la Commission d'épuration. 
Torturé à Limoges, revenu exsangue, physiquement épuisé par les sévices subis pendant son emprisonnement, il ne peut se remettre et décède quelques mois plus tard des suites de son internement, à 54 ans. Il est nommé à titre posthume au grade de capitaine pour prendre rang le 1er juin 1944. Robert Jallet repose à Châteauroux au cimetière Saint-Christophe, aux côtés de son gendre Robert Beaujoin, pilote de chasse des Forces françaises libres dans l'escadrille de Marin la Meslée et mort pour la France le 8 janvier 1945.

## Décorations
- Chevalier de la Légion d'honneur[11]
- Médaille militaire
- Croix de guerre 1914–1918 (5 citations)
- Croix de guerre 1939–1945
- Médaille de la Résistance[11].

## Sources
- Capitaine Francis Perdriset, Journal 1942-1945, présentation et notes de Jean-Louis Laubry, note 23, en ligne
- Jacques Blanchard, Armée Secrète dans la Résistance, création, répression, trahisons en région 5, 1992  (ISBN 2-9506436-0-4)
- Laurent Douzou, La désobéissance, histoire d'un mouvement et d'un journal clandestin, Libération-Sud, 448 p., O. Jacob, Paris, 1995  (ISBN 2-7381-0293-X)
- Les libérations dans le département de l'Indre, fin août-mi-septembre 1944, présentation de Jean-Louis Laubry, p. 44, en ligne
- Maurice Nicault, Résistance et libération de l'Indre, les insurgés, 288 p., Royer, 2003  (ISBN 2-908670-85-2)
- Rémy Meunier, "Le témoignage d'un membre du COPA", p. 150-152, La Seconde guerre mondiale en Pays Blancois (Indre), Revue des amis du Blanc et de sa région, hors série no 1, 321 p., novembre 2009  (ISSN 1620-4549)
- Dossier du Service Historique de la Défense (SDH), 29 pages, fort de Vincennes.